# Kadaka (Rae)
Pour les articles homonymes, voir Kadaka.
Kadaka est un village de la commune de Rae du comté de Harju en Estonie.
Au 31 décembre 2011, il compte 57 habitants.